# Гулбарга (округ)
Гулбарга (канн. ಗುಲಬರ್ಗಾ ಜಿಲ್ಲೆ; урду گلبرگہ‎; англ. Gulbarga) — самый большой по площади округ в индийском штате Карнатака. Площадь округа — 16 224 км². Административный центр — город Гулбарга. По данным всеиндийской переписи 2001 года население округа составляло 3 130 922 человека. Уровень грамотности взрослого населения составлял 50 %, что ниже среднеиндийского уровня (59,5 %). Доля городского населения составляла 27,2 %.